# Saint-Aubin-les-Forges
Pour les articles homonymes, voir Saint-Aubin.
Saint-Aubin-les-Forges est une commune française située dans le département de la Nièvre en région Bourgogne-Franche-Comté.

## Géographie
Saint-Aubin-les-Forges est une bourgade de la Nièvre, située à l'ouest du département.

### Hameaux, écarts et lieux-dits
La commune regroupe les hameaux, habitations isolées et lieux-dits suivants : les Brûlés, Chamilly, les Comtes, Crot Canard, la Douée, les Esserts, les Fontaines, la Forêt, Forgebas, Forge Neuve, Frasnay, la Gauthiérie, la Grande Mare, les Grandes Vallées, la Grange Neuve, le Gué de la Chaise, les Hapériaux, la Limantonnerie, la Mirandole, Montivert, les Murailles, Palissonnet, la Rioterie, les Petites Vallées, Pierre des Élus, la Pinauderie, la Roche, les Roses, Villemaigre et Vingeux.

### Climat
Pour des articles plus généraux, voir Climat de la Bourgogne-Franche-Comté et Climat de la Nièvre.
En 2010, le climat de la commune est de type climat océanique dégradé des plaines du Centre et du Nord, selon une étude du Centre national de la recherche scientifique s'appuyant sur une série de données couvrant la période 1971-2000. En 2020, Météo-France publie une typologie des climats de la France métropolitaine dans laquelle la commune est exposée à un climat océanique altéré et est dans la région climatique  Centre et contreforts nord du Massif Central, caractérisée par un air sec en été et un bon ensoleillement. 
Pour la période 1971-2000, la température annuelle moyenne est de 11,1 °C, avec une amplitude thermique annuelle de 15,9 °C. Le cumul annuel moyen de précipitations est de 854 mm, avec 12,2 jours de précipitations en janvier et 8 jours en juillet. Pour la période 1991-2020, la température moyenne annuelle observée sur la station météorologique de Météo-France la plus proche, « Guerigny », sur la commune de Guérigny à 6 km à vol d'oiseau, est de 11,7 °C et le cumul annuel moyen de précipitations est de 910,8 mm. 
La température maximale relevée sur cette station est de 42,5 °C, atteinte le 9 août 2003 ; la température minimale est de −14,1 °C, atteinte le 9 février 2012,,. 
Les paramètres climatiques de la commune ont été estimés pour le milieu du siècle (2041-2070) selon différents scénarios d'émission de gaz à effet de serre à partir des nouvelles projections climatiques de référence DRIAS-2020. Ils sont consultables sur un site dédié publié par Météo-France en novembre 2022.

## Urbanisme

### Typologie
Au 1er janvier 2024, Saint-Aubin-les-Forges est catégorisée commune rurale à habitat très dispersé, selon la nouvelle grille communale de densité à sept niveaux définie par l'Insee en 2022.
Elle est située hors unité urbaine. Par ailleurs la commune fait partie de l'aire d'attraction de Nevers, dont elle est une commune de la couronne,. Cette aire, qui regroupe 93 communes, est catégorisée dans les aires de 50 000 à moins de 200 000 habitants,.

### Occupation des sols
L'occupation des sols de la commune, telle qu'elle ressort de la base de données européenne d’occupation biophysique des sols Corine Land Cover (CLC), est marquée par l'importance des forêts et milieux semi-naturels (62,4 % en 2018), une proportion identique à celle de 1990 (62,4 %). La répartition détaillée en 2018 est la suivante : forêts (59,1 %), prairies (33,2 %), terres arables (4,4 %), milieux à végétation arbustive et/ou herbacée (3,3 %). L'évolution de l’occupation des sols de la commune et de ses infrastructures peut être observée sur les différentes représentations cartographiques du territoire : la carte de Cassini (XVIIIe siècle), la carte d'état-major (1820-1866) et les cartes ou photos aériennes de l'IGN pour la période actuelle (1950 à aujourd'hui).

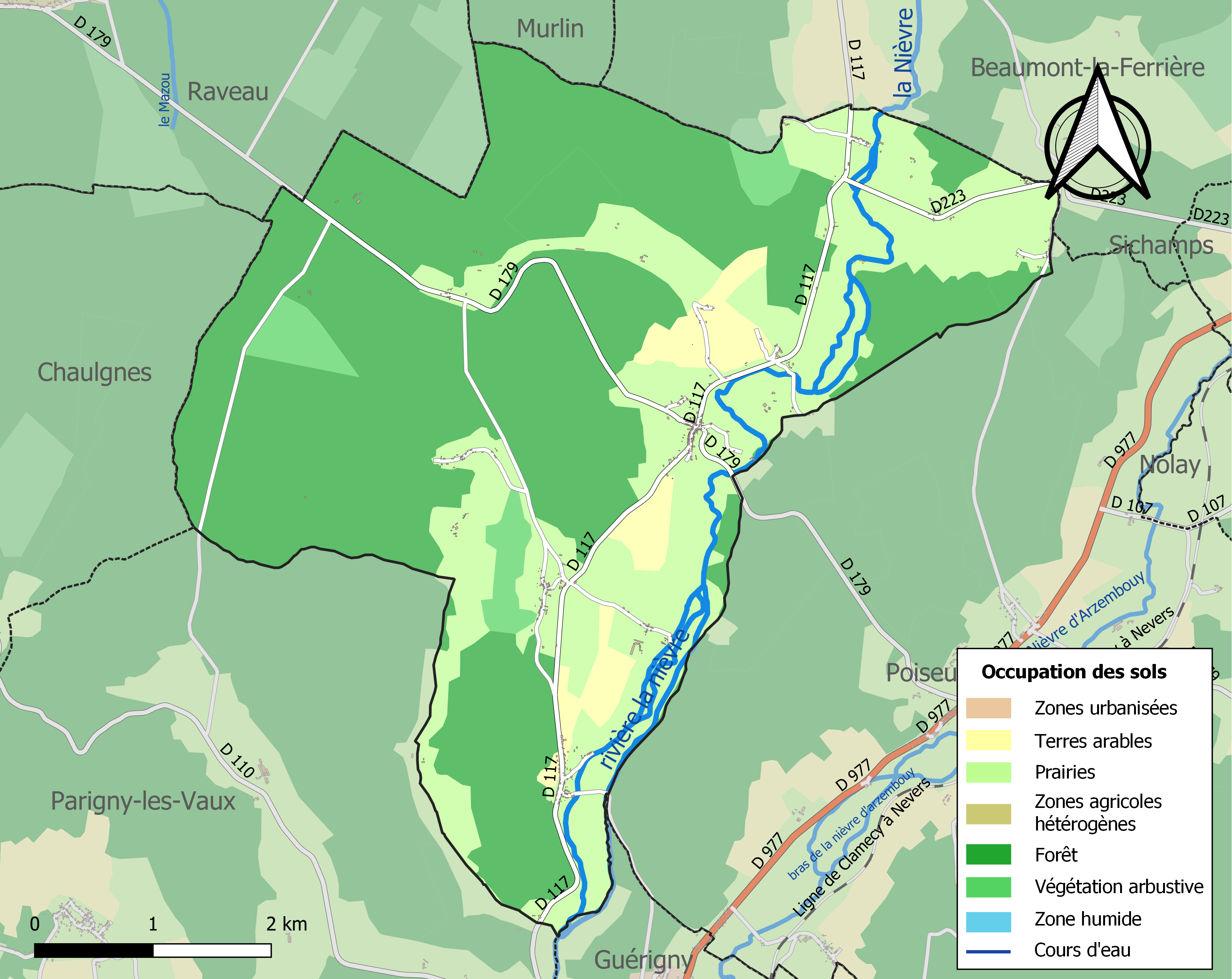
Carte des infrastructures et de l'occupation des sols de la commune en 2018 (CLC).

## Toponymie
Au fil du temps, la commune apparaît sous différents noms : Saint-Aulbin (1478), Saint-Aulbin-sous-Frasnay-les-Chanoines (1762), Val-Challier (pendant la Révolution) et Saint-Aubin-sur-Nièvre.

## Histoire

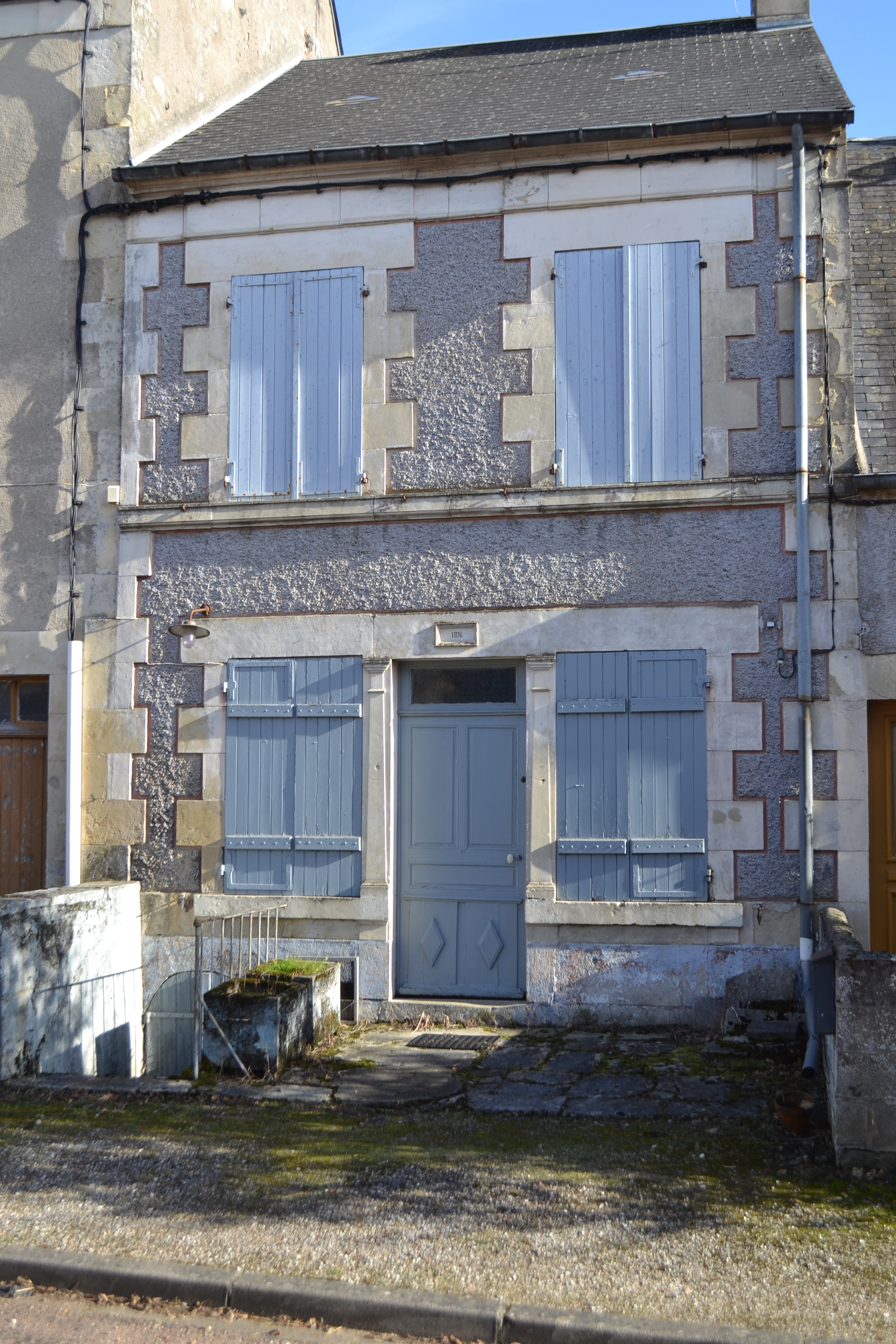
Maison du bourg, construite en 1876.

La première mention connue du nom de la commune remonte à 1355 : Sanctus-Albinus (censier du chapitre de Nevers).
La fondation du village ne serait pas antérieure au XIIIe siècle et la commune devrait son nom à une chapelle construite à cette époque.
À la Révolution, l’église et le presbytère sont vendus comme biens nationaux. Il n’y a plus de service religieux dans la commune pendant de nombreuses années. En 1840, une modeste église, sans grand caractère, est construite au bourg.
La fondation de l’école des garçons remonte à 1843, celle des filles à 1873. Chacune compte à la fin du XIXe siècle une seule classe : celle des garçons a 95 élèves, celle des filles 70.
La première route traversant le bourg, conduisant de Guérigny à Entrains-sur-Nohain, aujourd’hui la D. 117, date de 1865. Il n’y avait auparavant que des chemins ruraux.
La commune a abrité une industrie métallurgique, à laquelle elle doit en partie son nom. Le site de Forgebas est mentionné pour la première fois en 1734 mais est certainement bien antérieur. La forge était capable de fabriquer des ancres de 1000 à 2000 kg. On y trouvait onze logements pour les ouvriers. Le site de Forgebas est abandonné dans les années 1870. À la fin du XIXe siècle, la commune compte six moulins (cinq sur la Nièvre et un sur la Douée).
En 1872, alors que le nombre d'habitants s'élève à 1094, on trouve sur le territoire communal sept cabaretiers, trois épiciers, trois sabotiers, deux maréchaux, deux charrons, un armurier... mais la population laborieuse est composée pour l'essentiel de cultivateurs et, surtout, de manœuvres. Une vingtaine de familles ont en nourrice un petit Parisien, placé là par l’hospice de Nevers.
Tout au long du XXe siècle, la population ne cesse de décroître, atteignant son étiage en 1990 avec 368 habitants. Une légère remontée se fait depuis sentir : en 2014, la commune compte 418 habitants.

## Politique et administration
| Période                                  | Période   | Identité           | Étiquette | Qualité |
| ---------------------------------------- | --------- | ------------------ | --------- | --- |
| 1925                                     | 1944      | Louis Viquenault   | SFIO      | Ouvrier bûcheron, syndicaliste CGT Conseiller d'arrondissement (1925-1940) |
| avant 1981                               | ?         | Jean-Pierre Doumer | Droite    | |
| ?                                        | ?         | Mme Charmant       | PS        | |
| juin 1995                                | mars 2001 | Marcel Charmant    | PS        | Cadre de Compagnie d'assurance député (1988-1992) - sénateur (1992-2001) conseiller régional (1993-1995) conseiller général du canton de Nevers-Est (1993-2011) président du conseil général (2001-2011) |
| mars 2001                                | mars 2008 | Philippe Legrand   |           | |
| mars 2008                                | mars 2020 | Annie Vaillant     |           | Employée |
| mars 2020                                | En cours  | Bruno Verrain      |           | Retraité |
| Les données manquantes sont à compléter. |           |                    |           | |

{\displaystyle }

## Démographie
L'évolution du nombre d'habitants est connue à travers les recensements de la population effectués dans la commune depuis 1793. Pour les communes de moins de 10 000 habitants, une enquête de recensement portant sur toute la population est réalisée tous les cinq ans, les populations de référence des années intermédiaires étant quant à elles estimées par interpolation ou extrapolation. Pour la commune, le premier recensement exhaustif entrant dans le cadre du nouveau dispositif a été réalisé en 2005.

En 2022, la commune comptait 379 habitants, en évolution de −6,42 % par rapport à 2016 (Nièvre : −3,28 %, France hors Mayotte : +2,11 %).
| 1793 | 1800 | 1806 | 1821 | 1831  | 1836  | 1841  | 1846  | 1851  |
| ---- | ---- | ---- | ---- | ----- | ----- | ----- | ----- | ----- |
| 611  | 650  | 881  | 938  | 1 082 | 1 138 | 1 146 | 1 126 | 1 124 |

| 1856  | 1861  | 1866  | 1872  | 1876  | 1881  | 1886  | 1891 | 1896 |
| ----- | ----- | ----- | ----- | ----- | ----- | ----- | ---- | ---- |
| 1 099 | 1 110 | 1 160 | 1 094 | 1 104 | 1 102 | 1 096 | 983  | 913  |

| 1901 | 1906 | 1911 | 1921 | 1926 | 1931 | 1936 | 1946 | 1954 |
| ---- | ---- | ---- | ---- | ---- | ---- | ---- | ---- | ---- |
| 836  | 831  | 812  | 737  | 683  | 607  | 567  | 544  | 558  |

| 1962 | 1968 | 1975 | 1982 | 1990 | 1999 | 2005 | 2006 | 2010 |
| ---- | ---- | ---- | ---- | ---- | ---- | ---- | ---- | ---- |
| 523  | 511  | 510  | 406  | 368  | 403  | 447  | 439  | 439  |

| 2015 | 2020 | 2022 | - | - | - | - | - | - |
| ---- | ---- | ---- | - | - | - | - | - | - |
| 409  | 387  | 379  | - | - | - | - | - | - |

## Lieux et monuments
- Église (1840).

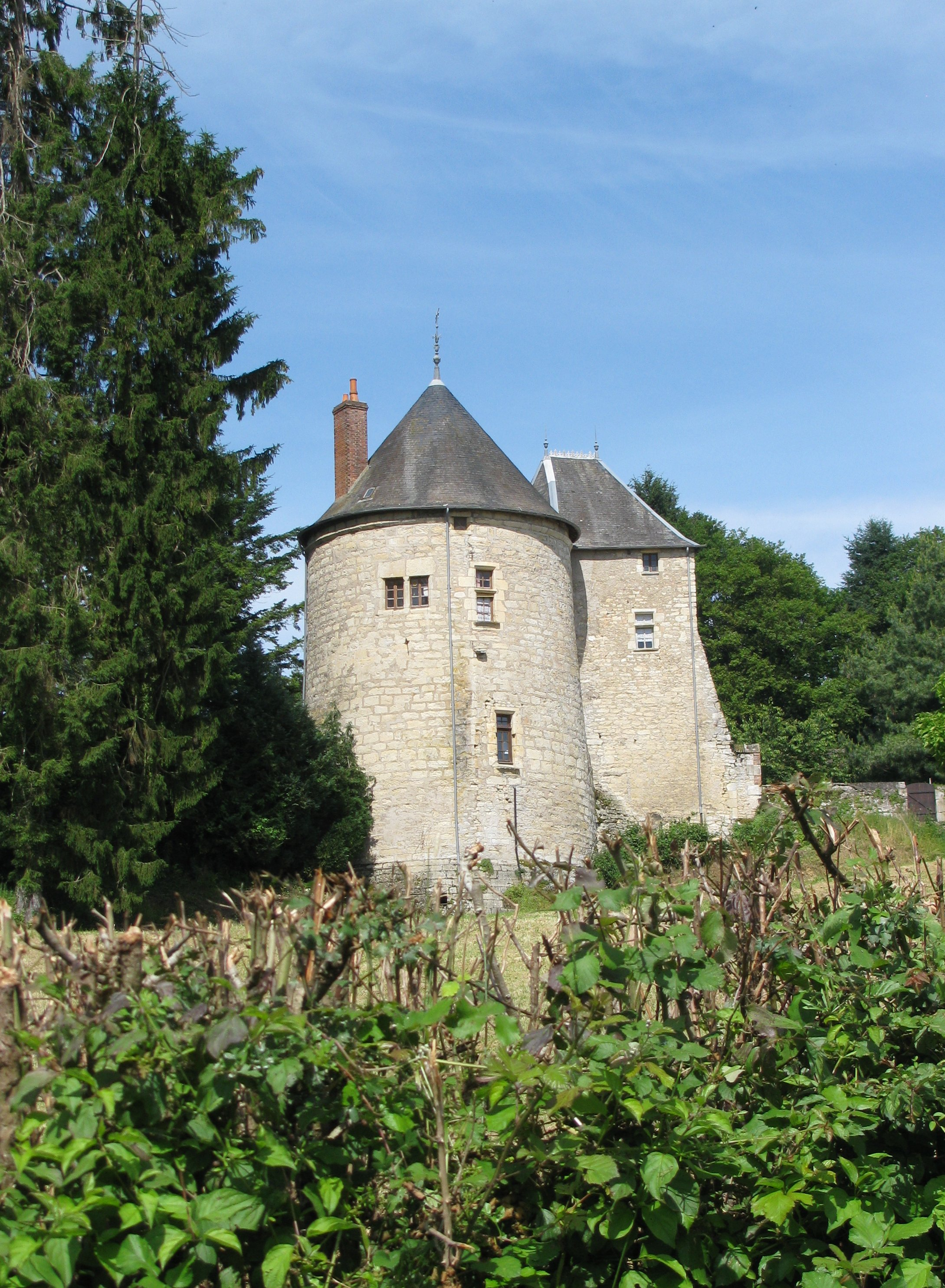
Frasnay-les-Chanoines.

- Château de Frasnay-les-Chanoines, dont une tour date du XIIIe siècle ; propriété privée, ne se visite pas.

## Personnalités liées à la commune
- Pierre Babaud de la Chaussade (1706-1792), maître de forges, baron de Frasnay-les-Chanoines.
- Marcel Charmant (1944-), homme politique socialiste, anciennement député, sénateur et maire de Saint-Aubin-les-Forges.
- Auguste Namy, instituteur à Saint-Aubin de 1883 à 1892, auteur d'une monographie de la commune[23].